# Werft Mykolajiw

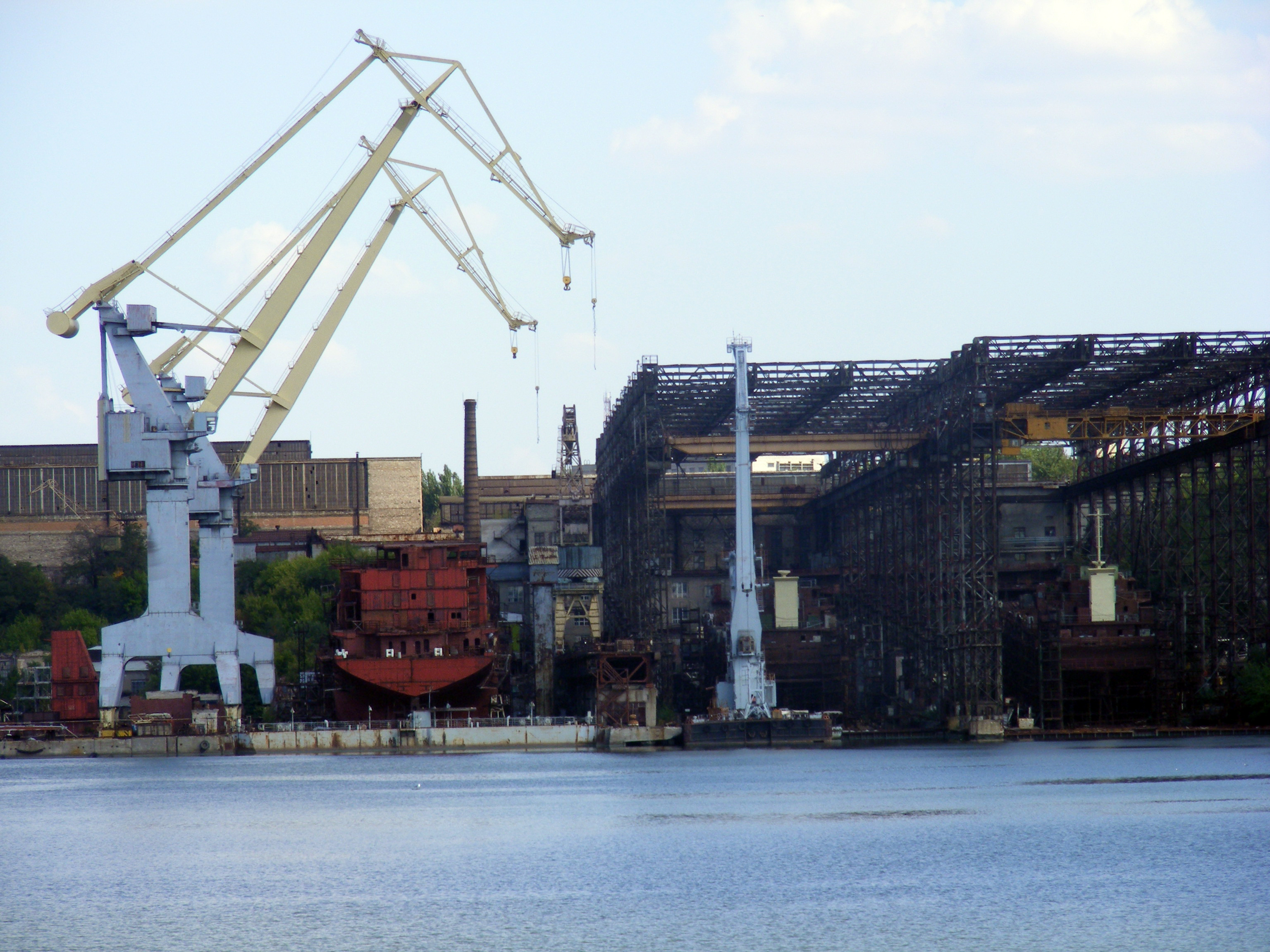
Anlagen der Werft Mykolajiw

Die Werft Mykolajiw (ukrainisch Миколаївський суднобудівний завод) ist eine staatliche Werft in der ukrainischen Hafenstadt Mykolajiw. Die Schiffbauanlage, die älteste der drei Großwerften in der Stadt, befindet sich am Unterlauf des Flusses Inhul kurz vor dessen Mündung in den Südlichen Bug. Früher trug das Unternehmen auch die Bezeichnungen Russische Schiffbaugesellschaft Russud, Werft Mykolajiw Nord und Schiffbauwerft 61 Kommunara.

## Lage
Der Flussabschnitt von der Mündung des Südlichen Bug in das Schwarze Meer bis nach Mykolajiw kann auch mit großen Hochseeschiffen befahren werden, und der Bereich bei der Mündung des Inhul in den Südlichen Burg bildet einen gut geschützten natürlichen Hafen. Die Anlagen der Werft mit den anschließenden Werkhallen befinden sich an beiden Ufern des Inhul. Das Werftgelände umfasst eine Fläche von etwa 11,4 Quadratkilometern. Die Warwariwka-Brücke über den Südlichen Bug sowie die Inhulbrücke und die alte Kiewerbrücke über den Inhul weisen Einrichtungen auf, die für die Passage großer Schiffe geöffnet werden können.

## Geschichte
Schon kurz nach der Gründung der Stadt Mykolajiw im Jahr 1789 wurden beim Flusshafen am Inhul die ersten russischen Schiffe gebaut. Seit dem 19. Jahrhundert war die Stadt ein bedeutender Standort des Schiffbaus im Russischen Kaiserreich.
Auch während der Zeit der Sowjetunion war Mykolajiw eine Marinebasis und ein Zentrum des Schiffbaus. Nördlich der Stadt entstand die nach dem russischen Admiral Stepan Ossipowitsch Makarow benannte Admiral-Makarow-Nationaluniversität für Schiffbau.
In den drei staatlichen Werften entstanden zahlreiche Kriegsschiffe der sowjetischen Marine. 1931 erhielt die Werft am Inhul den Namen Schiffbauwerft 61 Kommunara. Das Unternehmen baute unter anderem Kreuzer, Zerstörer, Unterseeboote und Torpedoboote sowie Versorgungs- und Spezialschiffe.
Nach der Auflösung der Sowjetunion ging die Werft in den Besitz des ukrainischen Staates über und wurde später in den 2010 gegründeten staatlichen ukrainischen Rüstungskonzern Ukroboronprom eingegliedert. In der jüngeren Zeit ist die Werft auf den Bau von Kühlschiffen spezialisiert.

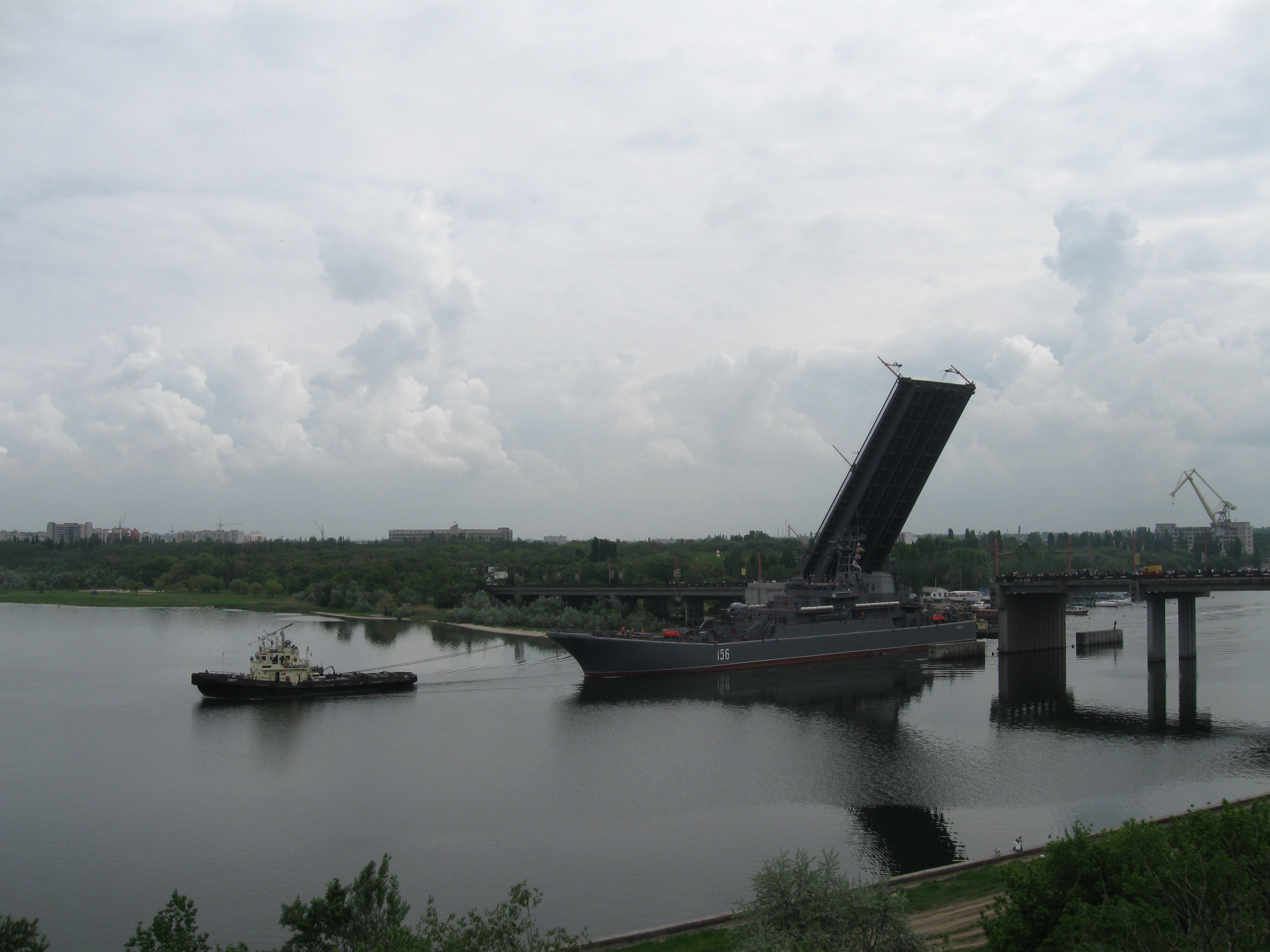
Passage eines Kriegsschiffes mit Hilfe eines Schleppers von der Werft (rechts) durch die geöffnete Klappbrücke der Inhulbrücke

## Gebaute Schiffe
- Kreuzer der Kronschtadt-Klasse
- Kreuzer der Kara-Klasse
- Zerstörer der Skoryy-Klasse
- Fregatten der Riga-Klasse
- Wolja, 1914
- Imperatriza Marija, 1913
- Warszawa, 1968
- Moskwa, 1979 (seit 2000 Flaggschiff der russischen Schwarzmeerflotte, am 14. April 2022 gesunken)[1]
- Professor Logachev, Forschungsschiff, 1991